# Saint-Sulpice-le-Verdon
Saint-Sulpice-le-Verdon ist eine ehemalige französische Gemeinde mit 1144 Einwohnern (Stand: 1. Januar 2022) im Département Vendée in der Region Pays de la Loire. Sie gehörte zum Arrondissement La Roche-sur-Yon und zum Kanton Aizenay. Die Einwohner werden Sulpiciens und Sulpiciennes genannt.
Mit Wirkung vom 1. Januar 2016 wurden die Gemeinden Saint-André-Treize-Voies, Mormaison und Saint-Sulpice-le-Verdon zu einer Commune nouvelle mit dem Namen Montréverd zusammengelegt.

## Geographie
Saint-Sulpice-le-Verdon liegt etwa 45 Kilometer südsüdöstlich von Nantes. Der Fluss Ognon entspringt in der Gegend. 

## Bevölkerungsentwicklung
| Jahr                       | 1962 | 1968 | 1975 | 1982 | 1990 | 1999 | 2006 | 2012 | 2020 |
| Einwohner                  | 661  | 632  | 586  | 591  | 592  | 609  | 726  | 978  | 1118 |
| Quellen: Cassini und INSEE |      |      |      |      |      |      |      |      |      |

## Sehenswürdigkeiten
- Kirche Saint-Sulpice

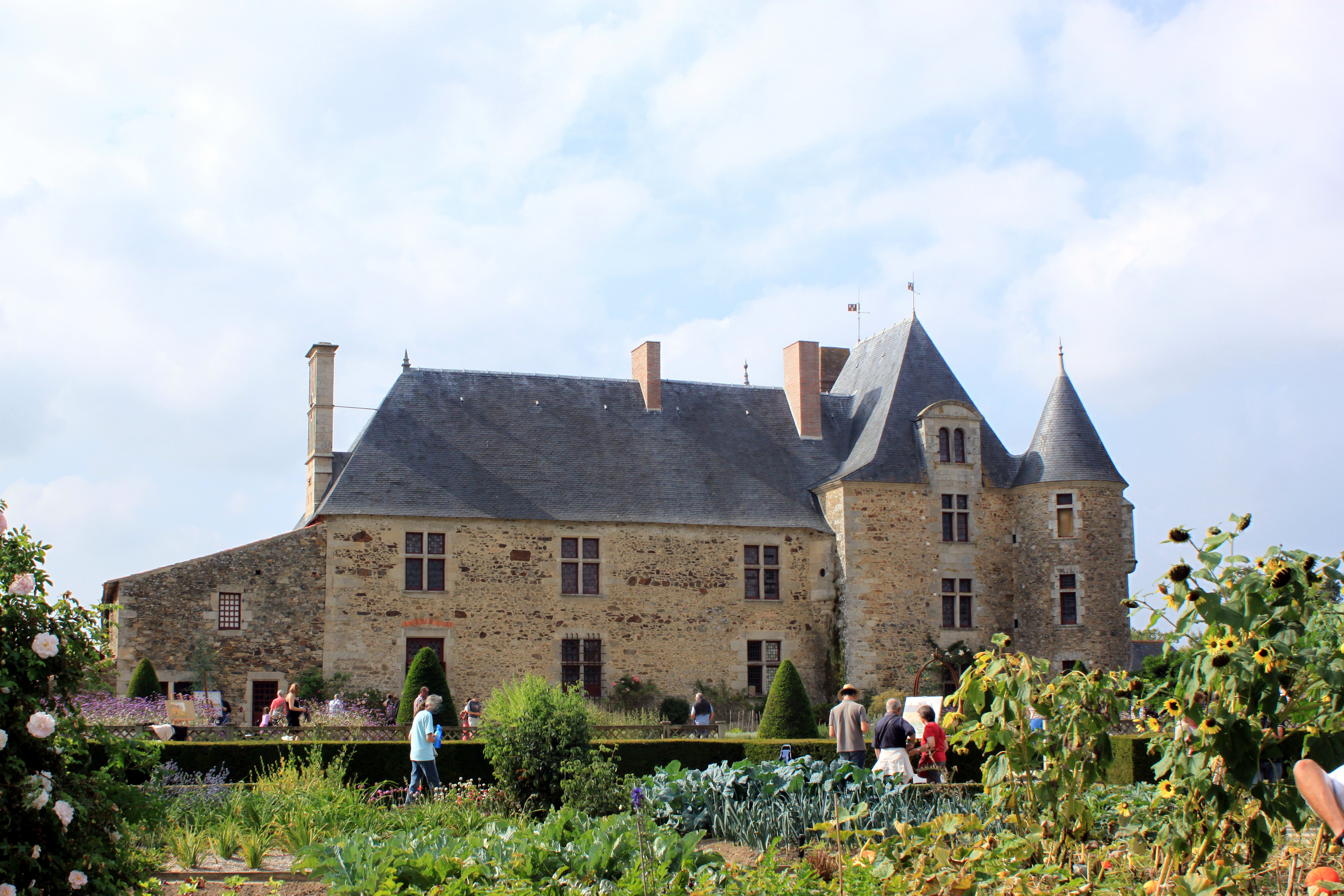
Schloss La Chabotterie

- Schloss La Chabotterie, im 14. Jahrhundert erbaut, An- und Umbauten aus dem 16. Jahrhundert, Monument historique seit 1958